# بوبل-ووکوویسکا
بوبل-ووکوویسکا (به لهستانی:  Bubel-Łukowiska) یک روستا در لهستان است که در گمینا یانوف پودلاسکی واقع شده‌است.